# Island in Between
Island in Between is een Taiwanese documentaire uit 2023, geregisseerd door Amerikaans-Taiwanese regisseur S. Leo Chiang. De film gaat over het eiland Kinmen, een Taiwans eiland niet ver van de kust van de Volksrepubliek China, waarop alle politieke spanningen tussen beide landen goed te voelen is.

## Release en ontvangst
De film ging op 29 september 2023 in première op het Internationaal filmfestival van Hawaï en de rechten werden opgekocht door The New York Times die de film uitbrachten als onderdeel van hun Op-Docs-documentairereeks. In 2024 ontving hij een Oscarnominatie voor Beste korte documentaire.

## Prijzen en nominaties
De belangrijkste:
| Jaar | Prijs          | Categorie                | Genomineerde(n)          | Uitslag     |
| ---- | -------------- | ------------------------ | ------------------------ | ----------- |
| 2024 | Academy Awards | Beste korte documentaire | Beste korte documentaire | Genomineerd |